# Thomas Adriaan Lambrechtsen

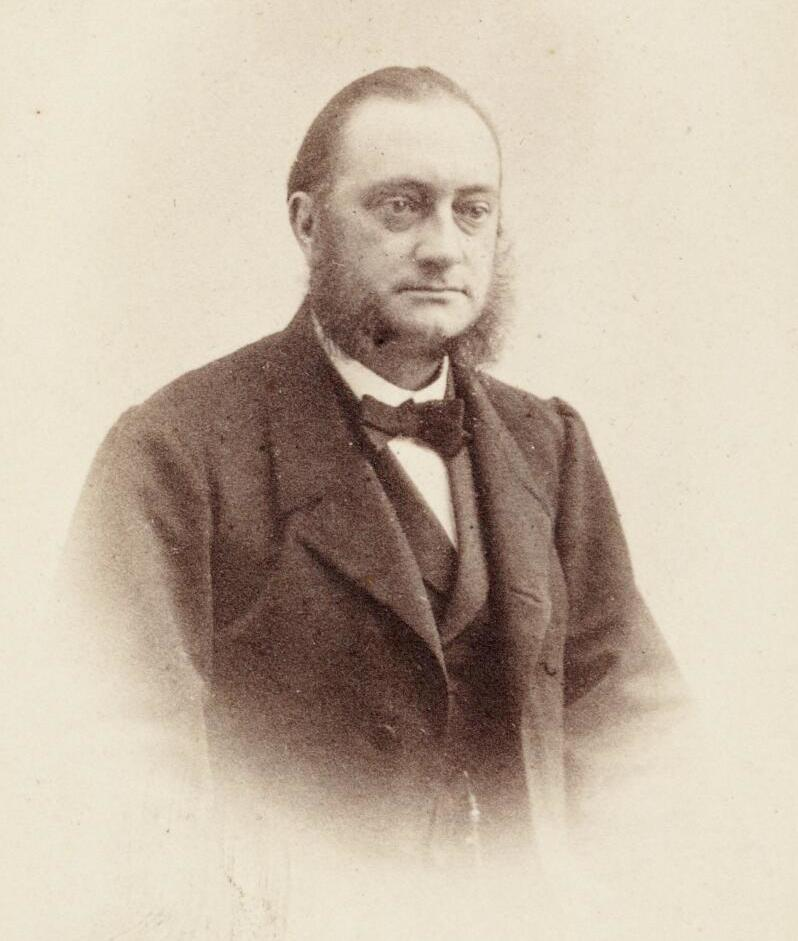
Th.A. Lambrechtsen (1864)

Mr. Thomas Adriaan Lambrechtsen (Middelburg, 5 juni 1825 – aldaar, 10 juni 1879) was een Nederlands bestuurder.

## Biografie
Lambrechtsen was een lid van de Zeeuwse, in het Nederland's Patriciaat opgenomen familie Lambrechtsen, de familie die sinds 1764 door koop eigenaar is van de heerlijkheid Ritthem, en een zoon van jurist mr. Wilhem Nicolaas Lambrechtsen, heer van Ritthem (1791-1856) en Anna Maria van Adrichem (1793-1858). In 1849 promoveerde hij te Leiden in de rechten op het proefschrift met de titel De societate mutua. Hij trouwde in 1853 met jkvr. Maria Henrietta van Reigersberg Versluys (1833-1911), lid van de Zeeuwse familie Versluys, uit welk huwelijk geen kinderen werden geboren.
In 1853 werd hij burgemeester van Ritthem wat hij bleef tot 1865; hij werd opgevolgd door zijn zwager Johan Cornelis Lantsheer (echtgenoot van een zus van zijn vrouw). Hij was tevens lid van Provinciale en Gedeputeerde Staten van Zeeland. In 1877 werkte hij mee aan de samenstelling van de Atlas van de provincie Zeeland.